# Італійський бульвар
Італійський бульвар — бульвар Одеси, який пролягає від вулиці Леонтовича (на розі із Французьким бульваром), вздовж Куликова поля і до Привокзальної площі.

## Історія
Історично Італійський бульвар був частиною Старопортофранківської вулиці і слугував кордоном міста. Як окрему вулицю його вирішили виділити лише у 1899 році, спочатку під назвою Юнкерський бульвар, в честь Юнкерського училища, яке знаходиться на початку бульвару, на розі із Французьким бульваром (тепер будівля за адресою Французький бульвар, 2). Однак назву не затвердили. Сучасну назву бульвар дістав під час тотальної реорганізації Старопортофранківської вулиці у 1902 році — під назвою «Італійський бульвар» було виділено частину вулиці від Юнкерського училища до Тюремної площі (тепер Привокзальна).
За правління комуністів бульвар дістав назву, спочатку Спортивна вулиця (1938 рік), завдяки велотреку, який існував на цьому бульварі. Згодом (1964 рік) назву змінили на вулицю Томаса — в честь одеського керівника Червоної гвардії, Михайла Томаса. Історичну назву вулиці було повернуто із набуттям Україною незалежності — у 1994 році.

## Галерея

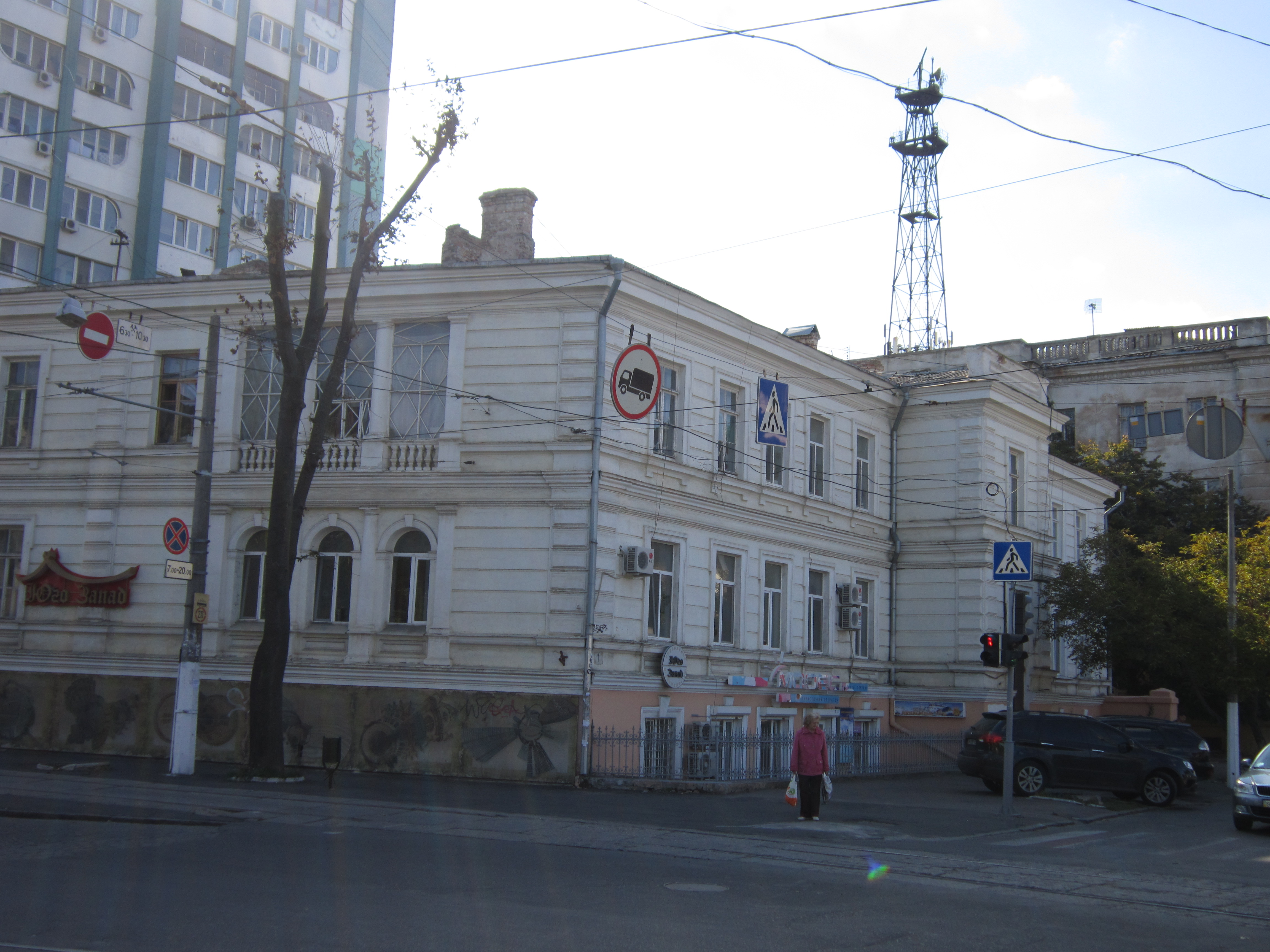
Початок бульвару із Юнкерським училищем
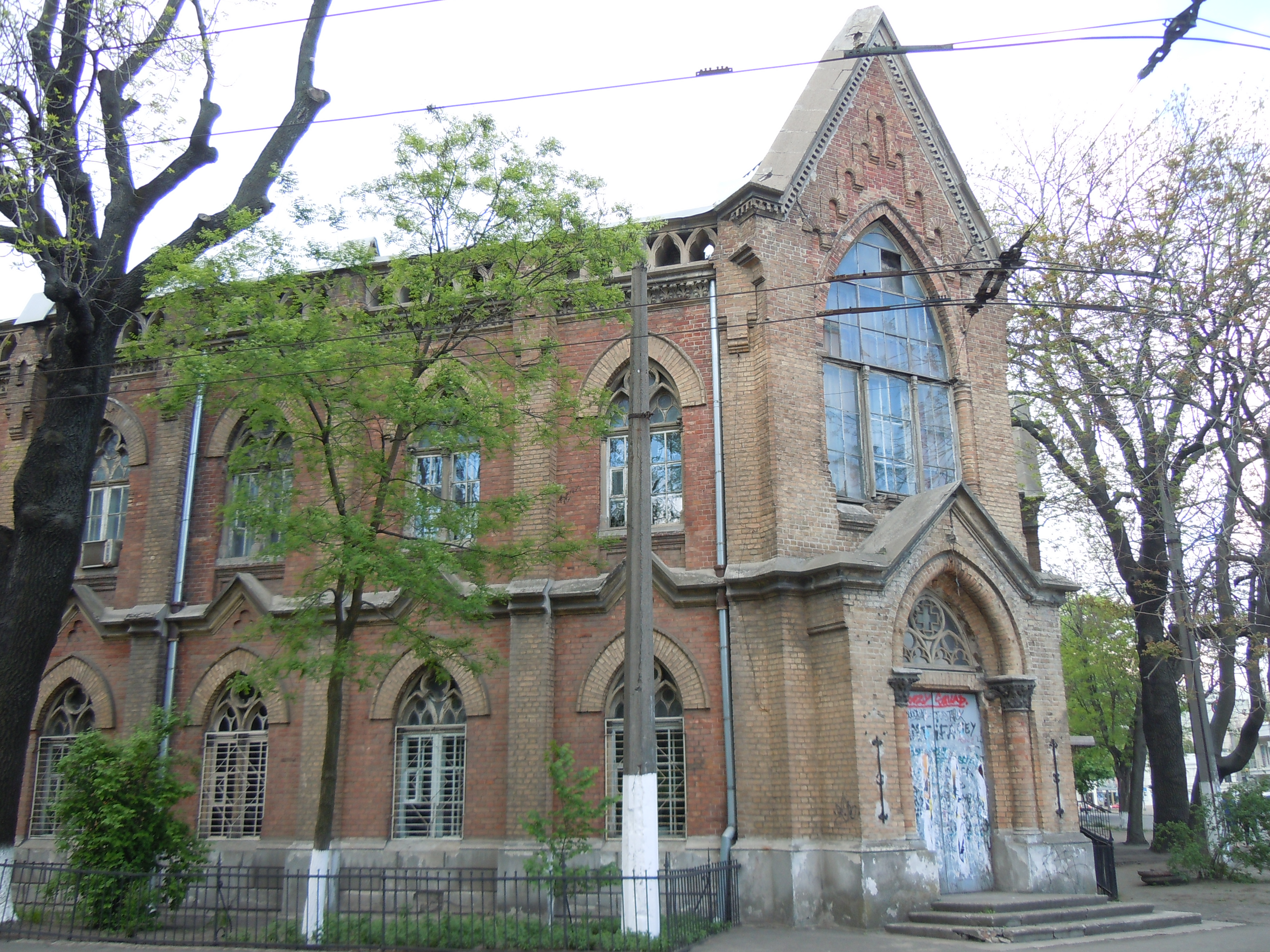
Будівля Амбулаторної лікарні Червоного хреста на розі із вул. Омеляновича-Павленка
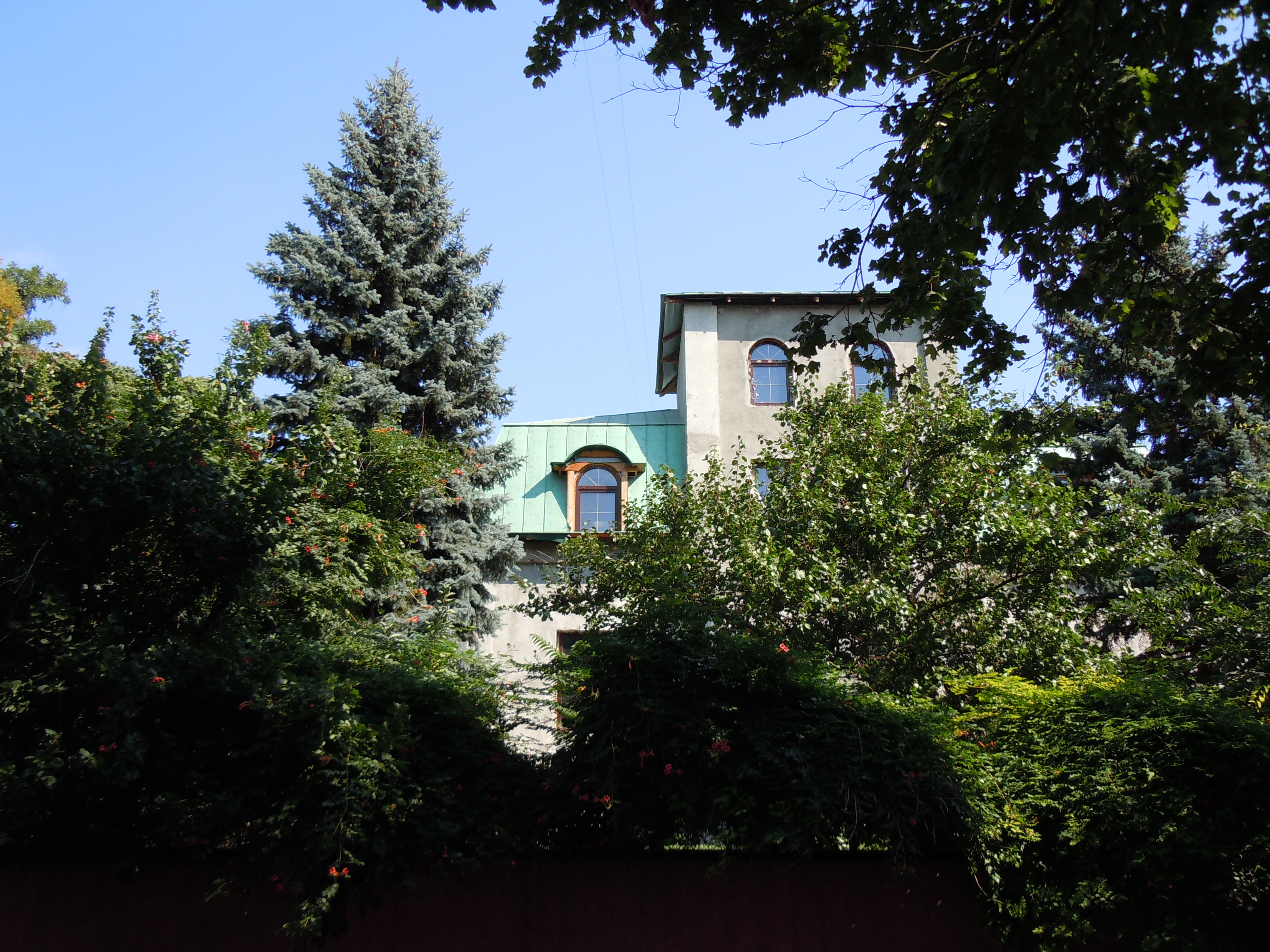
Садиба за адресою Італійський бульв. 9
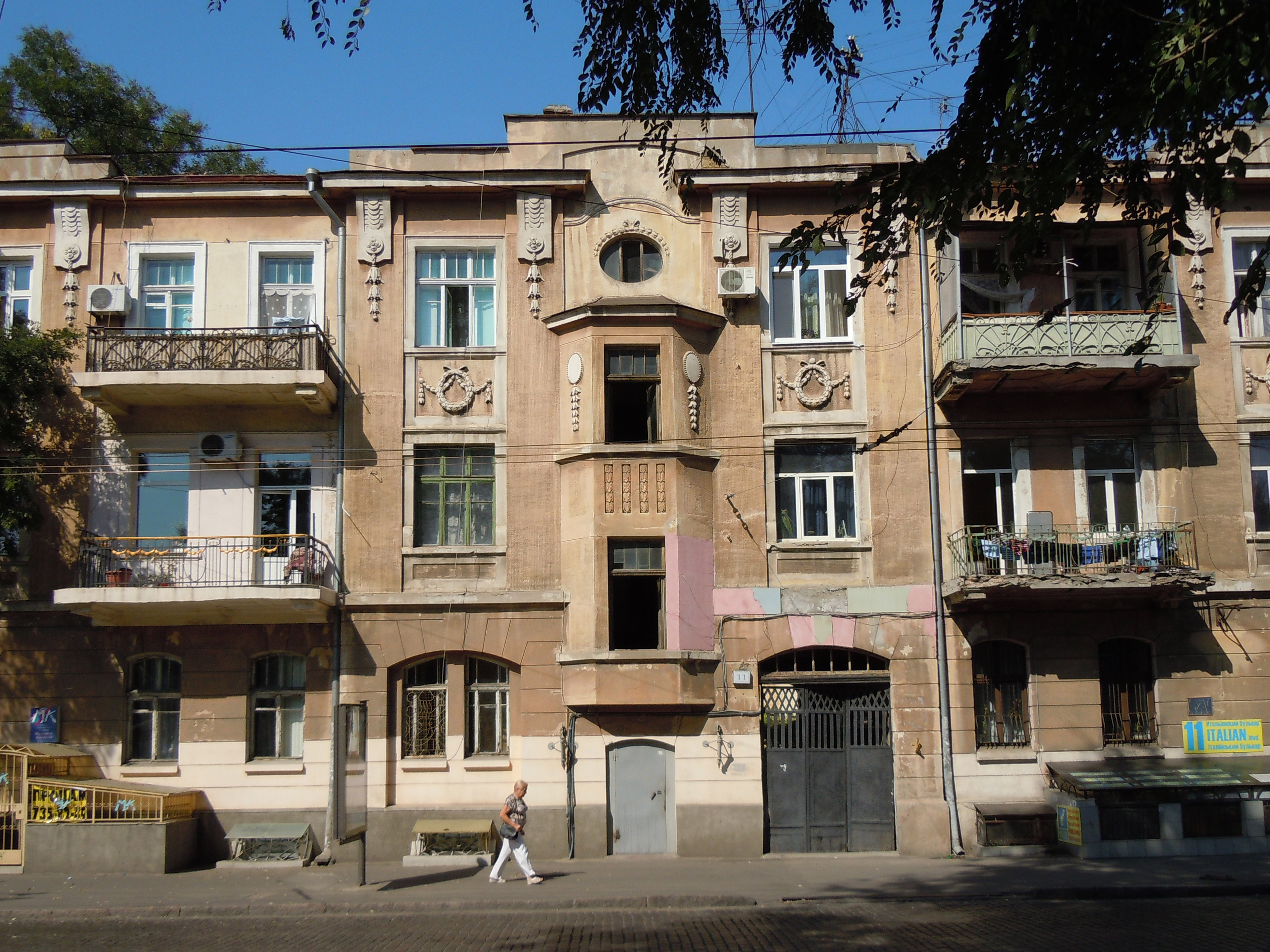
Прибутковий будинок на Італійському бульв. 11
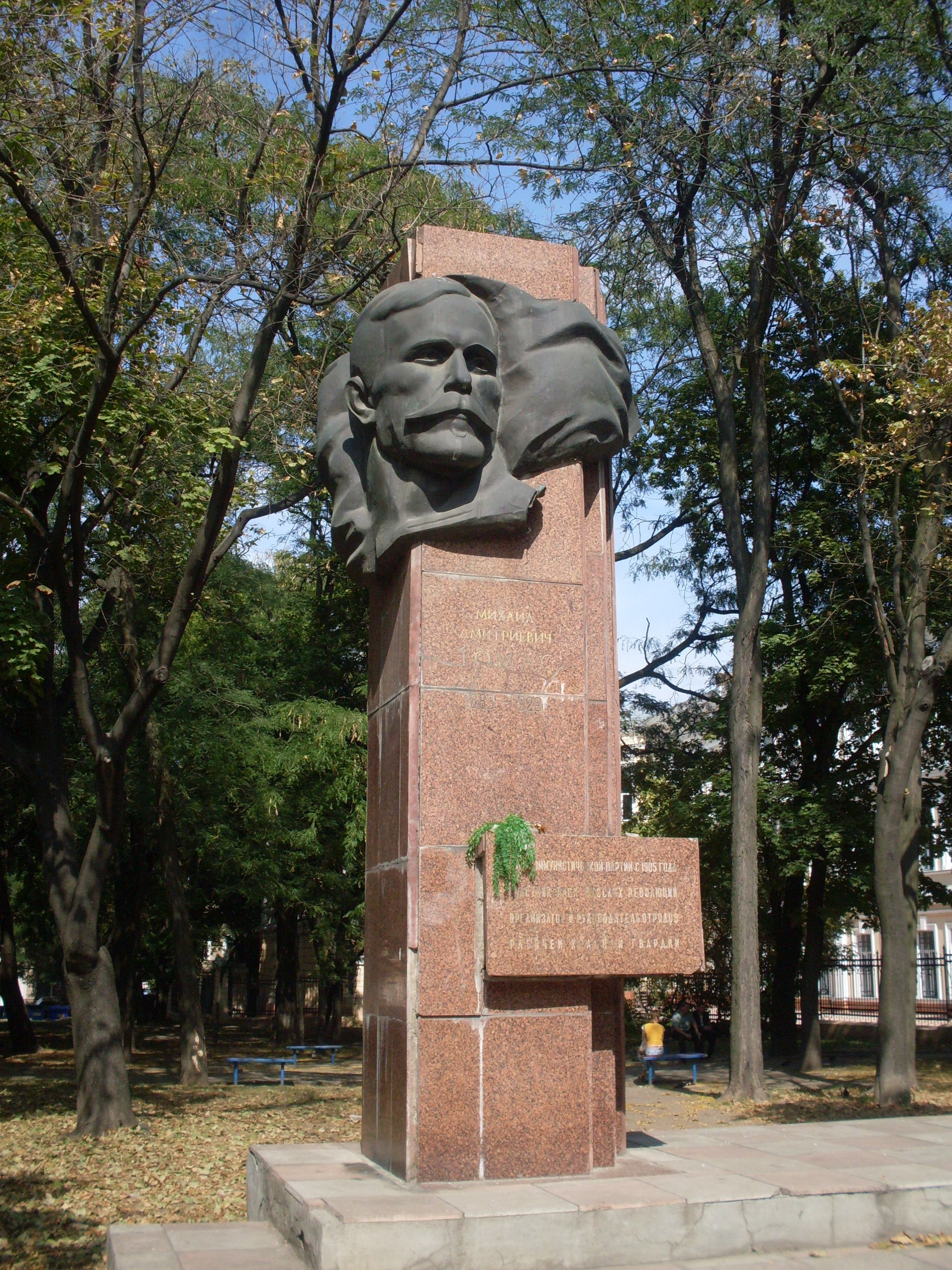
Монумент Томасу в однойменному сквері